# Деревянный орёл
«Деревянный орёл» (Царские мастера, Царство подсолнечное) — сюжет восточнославянских народных сказок. В Указателе сказочных сюжетов (СУС) Аарне имеет номер 575 «Деревянный орел (голубь)». Сюжет зафиксирован у всех восточнославянских народов: отмечены 25 русских, 5 украинских и 2 белорусских варианта. Сюжет распространён на Русском Севере и расходится лишь в деталях: обычно королевну запирает в башне отец (Ончуков, Никифоров), в варианте Зеленина царская дочь спасается в башне от Идолища. Вариант Коргуева (№ 5) осовременивает его, добавляя эпизод о позабытом родителями сыне. В Заонежье данный сюжет встречается также в форме былины («Царство подсолнечное». Рыбников). Вариант в записи А. Шахматова  частично контаминирован со сказочным сюжетом «Финист ясный сокол».

## Сюжет
Заспорили золотых дел мастер и столяр, кто своим мастерством больше царя удивит. Для определения победителя царь велел принести каждому по диковинке. Первый принёс царю утку золотую, которая по воде плавала как живая. Столяр принёс деревянного орла, да такого, что от живого орла не отличить. Столяр сел на орла, покрутил внутри винтик, взлетел на орле под облака и назад вернулся. Пока царь благодарил мастера, царевич вскочил на орла и улетел в заморские края. Царь обвинил столяра в исчезновении любимого сына, приказал заточить мастера в темницу. В это время царевич две недели странствовал по свету. Узнал он о прекрасной царской дочери, которая содержалась в высокой башне. Подлетел царевич на своем деревянном орле к окошку башни, заговорил с царевной. Влюбились они друг в друга с первого взгляда. Но царь приказал казнить смельчака. Перед казнью вскочил молодец на орла, да вместе с царевной улетел в своё царство. Там на радостях свадьбу пышную сыграли, а столяра-умельца из темницы освободили.

## Экранизации и постановки
- Волшебная птица (мультфильм) — советский рисованный мультипликационный фильм, созданный в 1953 году режиссёром Виктором Громовым по мотивам сказки.